# Christian Lund
Arvid Christian Ragnar Lund, född 7 september 1943 i Lund, död 8 januari 2007 i Katarina församling i Stockholm, var en svensk regissör och teaterchef.

## Biografi
Christian Lund var son till advokat Wiggo Lund och förste bibliotekarie Brita Wahlquist samt bror till den socialdemokratiske politikern Gunnar Lund.
Lund började sin teaterbana tidigt. Vid 17 års ålder började han regissera i Stockholm. Tjugo år gammal började han som regissör på Stockholms stadsteater med uppsättningen av Nalle Puh och hans vänner (1964), följt av översättningsuppdrag, skådespelarmedverkan och Sandro Key-Åbergs 13 quinnor (1965) och Nya wermländingarne (1966) innan han både översatte och regisserade Goldonis Två herrars tjänare (1967). 1967 regisserade han också Sandro Key-Åbergs Kvinnobilder på TV-teatern. Han regisserade även på Radioteatern och genomförde två gästspel till Island, innan han 1967–69 vid 23 års ålder blev rekordung teaterchef och regissör på Wasa Teater i Finland. Han tog dit med sig Nalle Puh och inledde sitt andra spelår med inte mindre än tre pjäser av Sandro Key-Åberg, varav en urpremiär. I tidens anda verkade han för att införa en mer radikal, samhällstillvänd teaterform i den annars borgerligt traditionella finska teatern och han lyckades få ny fart på den nedgångna verksamheten med kraftigt ökade publiksiffror, publikarbete på verkstadsgolven med mera och ett helt nytt regionalt samarbete mellan kommunerna.
Tillbaka i Sverige regisserade han bland annat på Norrbottensteatern från 1971 med Jorden runt på 80 dagar och blev 1975-78 dess chef. Han har även regisserat på Göteborgs stadsteater 1979 och gjorde i början av 1980-talet utredningen som låg till grund för skapandet av Folkteatern i Gävleborg 1983. Han arbetade mycket med en politiskt färgad debatt-teaterform om samhällsfrågor.
Känd för en större publik blev han med en rad filmer för Sveriges Television och dess TV 2-teater, såsom Badjävlar (1971) med manus av Lars Molin och Ernst Rolf-TV-serien Lykkeland (1984).
Christian Lund var gift första gången 1967–1975 med dansösen och skådespelaren Sonja Lund (född 1942), med vilken han fick en dotter: skådespelaren Regina Lund (född 1967). Andra gången var han gift 1977–1983 med Carina Olofsson (1945–1987), med vilken han fick en son (född 1978).

## Teater

### Regi (ej komplett)
| År   | Produktion                                                                 | Upphovsmän                                                                                   | Teater                      |
| ---- | -------------------------------------------------------------------------- | -------------------------------------------------------------------------------------------- | --------------------------- |
| 1962 | Leon Phitts är död Leon Phitts Is Dead                                     | Mark Zalk Översättning Kik Reeder                                                            | Lilla Teatern Regiassistent |
| 1965 | 13 quinnor                                                                 | Sandro Key-Åberg, Sonja Åkesson, Robban Broberg, Björn Lindroth, Lars Löfgren och Carl Anton | Stockholms stadsteater      |
| 1966 | Nya Wermländingarne                                                        | Sandro Key-Åberg                                                                             | Stockholms stadsteater      |
| 1971 | Jorden runt på 80 dagar Le Tour du monde en quatre-vingts jours            | Jules Verne Bearbetning Bengt Ahlfors                                                        | Norrbottensteatern          |
| 1972 | Herrn går på jakt Monsieur chasse!                                         | Georges Feydeau Översättning Karl Sjunnesson                                                 | Norrbottensteatern          |
| 1973 | Sköt dig själv och skit i andra                                            | Lars Molin                                                                                   | Norrbottensteatern          |
| 1974 | Huvudsaken är att kämpa väl?                                               | Lars Molin                                                                                   | Norrbottensteatern          |
| 1974 | Svejk i andra världskriget Schweyk im Zweiten Weltkrieg                    | Bertolt Brecht                                                                               | Norrbottensteatern          |
| 1975 | Revyn                                                                      | Lars Molin och Bo Montelius                                                                  | Norrbottensteatern          |
| 1975 | Dalbotten u.p.a                                                            | Arly Johansen                                                                                | Norrbottensteatern          |
| 1976 | I väntan på Bardot                                                         | Lars Björkman och Sigvard Olsson                                                             | Norrbottensteatern          |
| 1976 | Den heliga familjen                                                        | Rudolf Värnlund                                                                              | Norrbottensteatern          |
| 1976 | Roliga landsortshistorier Провинциальные анекдоты, Provincial'nye anekdoty | Aleksandr Valentinovitj Vampilov                                                             | Norrbottensteatern          |
| 1977 | Hermelinarna eller drömmen om stålverket                                   | Lars Molin och Macke Nilsson                                                                 | Norrbottensteatern          |
| 1978 | Vi betalar inte! Vi betalar inte! Non si paga! Non si paga!                | Dario Fo                                                                                     | Lilla Teatern, Helsingfors  |

## TV-regi (i urval)
- 1968 – Huset vid gränsen
- 1970 – Rullgardinen
- 1971 – Badjävlar
- 1972 – Äggröra
- 1973 – Det gröna kortet
- 1974 – Landshövdingen
- 1975 – Tjocka släkten (TV-serie)
- 1978 – Streber
- 1979 – Den nya människan
- 1982 – Ringlek
- 1984 – Lykkeland (TV-serie)

### Webbkällor
- Helsingborgs Dagblad 18 januari 2007, om Christian Lunds verksamhet